# Opactwo terytorialne Pannonhalma
Opactwo terytorialne Pannonhalma – jednostka podziału terytorialnego Kościoła katolickiego na Węgrzech. W jego skład wchodzi opactwo benedyktyńskie Pannonhalma z kościołem katedralnym św Marcina oraz miejscowości i gminy Bakonypéterd, Lázi, Nyalka, Ravazd, Tarjánpuszta, Veszprémvarsány, Vének, Győrasszonyfa, Táp, Tápszentmiklós; oraz trzy dystrykty w  Győr (Kismegyer, Győrszentiván, Ménfőcsanak) i klasztor benedyktyński w Bakonybél.